# Bomba Zar
La Bomba Zar (Tsar Bomba o RDS-220) è stato il più potente ordigno all'idrogeno mai sperimentato. La bomba, il cui nome in codice era Big Ivan, fu progettata in Unione Sovietica da un gruppo di fisici coordinati da Andrej Sacharov tra luglio e fine ottobre del 1961. L'energia che avrebbe dovuto liberare, stando alla fase progettuale, doveva essere di 100 Mt, cioè circa 420 PJ, ma per il test venne utilizzata una versione depotenziata da 50 Mt (o 57 a seconda delle stime effettuate in passato, corrispondenti a 238,5 PJ).
Il test venne eseguito il 30 ottobre 1961, con effetti devastanti: fu osservato un raggio di distruzione totale di 55 km.

## Caratteristiche

Confronto tra le sfere di fuoco dei maggiori ordigni nucleari della storia, le dimensioni indicate sono riferite ai raggi

La Bomba Zar era una bomba H di tipo Teller-Ulam da 50 Mt, pari a 3125 volte l'energia emanata da Little Boy (la bomba atomica sganciata dagli Stati Uniti su Hiroshima); o a 10 volte la potenza combinata di tutti gli esplosivi convenzionali usati nella seconda guerra mondiale.
Una bomba ad idrogeno a tre stadi possiede il primo a fissione per innescare il secondo, caratterizzato a sua volta da una fusione nucleare di atomi leggeri quali l'idrogeno. L'energia sviluppata innesca così il terzo stadio, composto da un'altra fissione nucleare.
Nel progetto iniziale della Bomba Zar, i primi tre stadi avrebbero dovuto sviluppare un'energia pari a 100 Mt, ma ciò avrebbe provocato successivamente troppe ricadute di materiale radioattivo sulle zone circostanti, in maggioranza appartenenti al territorio sovietico. Per limitare tale fenomeno, detto fallout, il terzo stadio venne modificato sostituendo lo strato di uranio 238 con del piombo, in modo tale da rallentare i processi di fusione rapida e di conseguenza sviluppare un'energia inferiore ai 100 Mt previsti originariamente. La Bomba Zar venne quindi ridotta a 50 Mt e produsse circa il 97% dell'energia totale solamente con la fusione nucleare del secondo stadio, diventando in questo modo una delle bombe nucleari più "pulite" mai create, in quanto determinò una quantità molto bassa di ricadute rispetto al suo rendimento.
Secondo lo storiografo Robert Hutchinson, la bomba fu realizzata a scopo puramente politico e propagandistico, visto che la sua importanza militare era ridotta: armi di carica inferiore erano comunque in grado di produrre danni catastrofici, benché meno estesi. I progettisti dell'ordigno erano per lo più fisici rinomati dell'Accademia delle Scienze dell'Unione Sovietica, quali Julij Borisovič Chariton, Andrej Dmitrievič Sacharov, Evsej Rabinovich, Viktor Adamskii, Jurij Babaev, Jurij Smirnov e Jurij Trutnev. Poco dopo il test, Sacharov incominciò la sua campagna contro le armi nucleari, che culminò con l'attribuzione del Premio Nobel per la pace nel 1975.

## La progettazione e costruzione
Il 10 luglio 1961 il premier sovietico Nikita Chruščëv diede il via al progetto nella versione a piena potenza da 100 megatoni e il 9 agosto 1961 dichiarò che l'Unione Sovietica era in grado di costruire e far esplodere una bomba da 100 megatoni. La dichiarazione scatenò forti proteste internazionali, in quanto un ordigno di tale potenza avrebbe determinato un'elevata ricaduta di materiale radioattivo. Per questo motivo la versione che fu poi fatta esplodere fu da 50 megatoni e con fallout ridotto.
All'inizio di ottobre, Sacharov giunse a Mosca per discutere i calcoli teorici effettuati per la bomba da 100 megatoni, ma dopo il suo ritorno ad Arzamas-16 (la città chiusa sede del programma nucleare militare sovietico, oggi Sarov), nacquero seri dubbi circa la progettazione, nonostante il dispositivo fosse quasi pronto per la spedizione. Secondo lo stesso Sacharov la bomba avrebbe avuto delle caratteristiche rischiose, mentre Evsej Rabinovich si convinse che l'ordigno non avrebbe funzionato. Nacque un dibattito fra Sacharov e Rabinovich, che infine diede ragione a quest'ultimo. Tuttavia, entrambe le parti utilizzarono calcoli statistici e approssimazioni per avvalorare le proprie tesi, e fu quindi difficile determinare con certezza quale argomentazione fosse quella corretta.
A partire da quel giorno il progetto venne completamente rivisto, finché il 24 ottobre (solo 6 giorni prima della prova vera e propria) la relazione finale venne completata e le specifiche vennero inviate ai costruttori della bomba. All'interno del rapporto era presente la seguente dichiarazione:
Dopo il completamento della bomba, l'officina venne smantellata ed il pianale su cui era stata costruita venne camuffato come un normale treno merci. Successivamente l'ordigno venne portato fino all'aeroporto dove venne caricato su un Tupolev Tu-95 pilotato dal maggiore Andrej E. Durnovcev: l'aereo fu opportunamente modificato poiché la bomba era così grande e pesante (27 tonnellate racchiuse in 8 m di lunghezza e 2,1 m di diametro) che fu necessario rimuovere i portelloni del vano bombe e i serbatoi secondari della fusoliera, inoltre quasi tutta la superficie esterna fu rivestita con una speciale vernice riflettente per evitare il surriscaldamento del velivolo a detonazione avvenuta. Durante il volo, il Tu-95 venne accompagnato da un Tupolev Tu-16 dotato di strumenti scientifici e di videocamere per l'analisi del test. L'ordigno, invece, venne equipaggiato con un grande paracadute in modo tale da rallentare la discesa e permettere la fuga del bombardiere dal luogo di detonazione.

## Il test e gli effetti
Nikita Chruščëv, segretario generale del PCUS, annunciò il test di una bomba da 50 Megatoni nel suo rapporto di apertura al XXII Congresso del Partito Comunista dell'Unione Sovietica il 17 ottobre 1961. Prima dell'annuncio ufficiale, in una conversazione casuale, raccontò della bomba ad un politico americano, e questa informazione fu pubblicata l'8 settembre 1961 nel The New York Times.
La bomba fu sganciata il 30 ottobre 1961 alle ore 11:32 (secondo il fuso orario di Mosca) nella baia Mitjušicha, sull'arcipelago di Novaja Zemlja, a nord del circolo polare artico.
L'aereo Tupolev Tu-95V n. 5800302, carico della bomba, decollò dalla base aerea Olenja nella penisola di Kola e volò al sito di test statale n.6 del Ministero della Difesa situato la baia Mitjušicha, sull'arcipelago di Novaja Zemlja a circa 1000 km dalla base con un equipaggio di nove persone:
- Pilota collaudatore – Maggiore Andrej Egorovič Durnovcev
- Navigatore principale dei test – Maggiore Ivan Nikiforovič Klešč
- Secondo pilota – Capitano Michail Konstantinovič Kondratenko
- Navigatore-operatore del radar – Tenente Anatolij Sergeevič Bobikov
- Operatore radar – Capitano Aleksandr Filippovič Prokopenko
- Ingegnere di volo – Capitano Grigorij Michajlovič Ėvtušenko
- Operatore radio – Tenente Michail Petrovič Maškin
- Operatore radio-artigliere – Capitano Vjačeslav Michajlovič Snetkov
- Operatore radio-artigliere – Caporale Vasilij Jakovlevič Bolotov

Al test ha partecipato anche l'aereo da laboratorio Tupolev Tu-16, n. 3709, attrezzato per il monitoraggio delle prove e del suo equipaggio:
- Capo pilota collaudatore: tenente colonnello Vladimir Fëdorovič Martynenko
- Secondo pilota: il tenente senior Vladimir Ivanovič Muchanov
- Navigatore principale – Maggiore Semën Artem'evič Grigorjuk
- Navigatore-operatore del radar – Maggiore Vasilij Timofeevič Muzlanov
- Operatore radio-artigliere – Sergente maggiore Michail Emel'janovič Šumilov

Entrambi gli aerei sono stati verniciati con una speciale vernice riflettente per ridurre al minimo i danni dovuti al calore. Nonostante ciò, Durnovcev e il suo equipaggio avevano solo il 50% di possibilità di sopravvivere al test. Fu fatta esplodere a 4 000 metri dal suolo (4.200 dal mare) e, dopo un lampo molto intenso di luce, si generò una palla di fuoco che si espanse fino a un diametro di quasi 8 chilometri: si avvicinò al suolo per poi risalire e raggiungere l'altitudine alla quale il Tu-95 si era trovato al momento del rilascio dell'ordigno. Nel frattempo incominciò a sollevarsi il fungo, mentre l'onda d'urto cominciò a propagarsi circolarmente.
La pressione dello scoppio raggiunse un picco di circa 21 bar (300 psi), sei volte quella di Hiroshima, e il "fungo" causato raggiunse l'altezza di 64 chilometri. Nonostante il cielo fosse nuvoloso, il lampo venne visto a 1 000 chilometri di distanza. Uno dei testimoni riferì di aver percepito l'abbagliamento (anche attraverso gli occhiali protettivi) e il surriscaldamento della pelle alla distanza di 270 km.
L'onda d'urto venne registrata nell'insediamento di Dikson a 700 km, mentre vennero danneggiate le imposte in legno delle case sino a 900 km dall'ipocentro fino in Finlandia. Tutti gli edifici presenti sull'isola Severnyj, realizzati con mattoni e legno, situati a 55 km di distanza dall'impatto vennero completamente distrutti. In alcuni distretti posti a centinaia di chilometri, le case in legno vennero rase al suolo, mentre quelle in pietra persero il tetto, le finestre e le porte.
In alcuni casi, l'irregolare propagazione dell'onda d'urto in esplosioni atmosferiche di eccezionale potenza può provocare danni sino e oltre 1000 chilometri di distanza.
Le radiazioni prodotte ionizzarono l'aria e interruppero le comunicazioni radio per quasi un'ora. Il pilota del Tupolev diede immediatamente al comando situato nella penisola di Kola l'informazione che l'esplosione era avvenuta, ma per i successivi 40 minuti i progettisti non poterono sapere alcuna informazione sull'esito del test. Solo quando il contatto radio con la base di Novaja Zemlja venne ristabilito i fisici poterono chiedere informazioni sulla quota della nube e capire che tutto era andato come previsto.Andrej Durnovcev fu promosso al grado di tenente colonnello e insignito del titolo di Eroe dell'Unione Sovietica per il suo comportamento durante la missione. L'onda sismica generata dall'esplosione fece tre volte il giro della Terra. Nonostante l'esplosione fosse stata innescata nell'atmosfera, l'U.S. Geological Survey misurò una magnitudo sismica compresa tra 5,0 e 5,25 con un'onda d'urto propagata e percepita in tutto il mondo. Se fosse stato lasciato il terzo stadio in uranio per ulteriori 50 Mt, la bomba avrebbe da sola aumentato del 25% il totale dei residui fissili rilasciati nell'atmosfera dal 1945.
Da parte della Rosatom State Atomic Energy Corporation venne realizzato un documentario sulla bomba Zar e sul suo test tramite registrazioni dirette delle varie fasi. Il documento rimase secretato fino al 20 agosto 2020.

## Dibattito sull'energia liberata

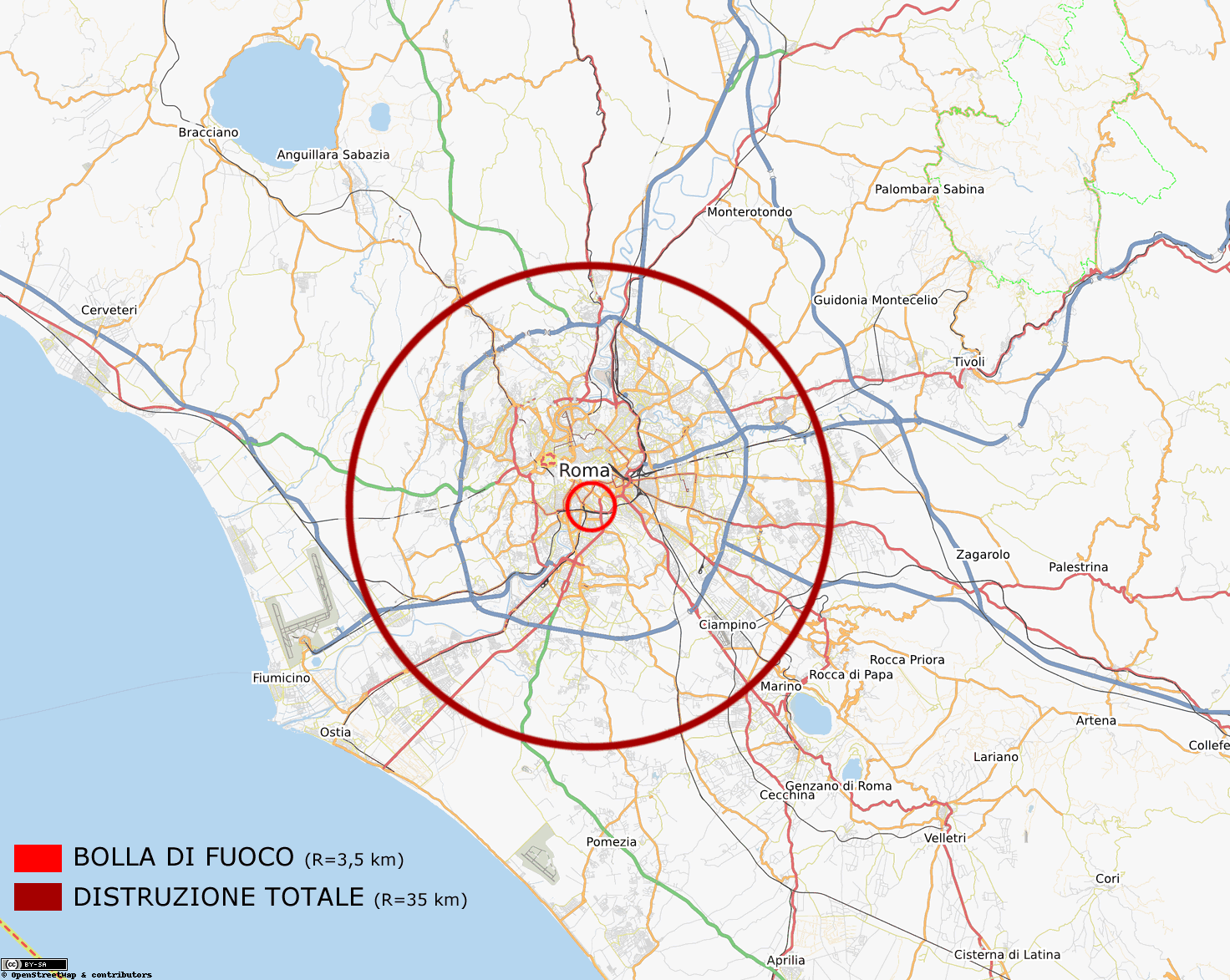
Simulazione della zona di distruzione totale della Bomba Zar su una mappa di Roma

Poco dopo il test del 30 ottobre, gli Stati Uniti misurarono l'energia liberata come circa 57 megatoni, cioè 240 PJ. Questo valore circolò per 30 anni come il dato effettivo del dispositivo, citato da fonti occidentali e dallo stesso governo sovietico. Tuttavia, a partire dal 1991 è stato possibile verificare i documenti dell'URSS, tra i quali lista ufficiale sovietica di tutti i test nucleari, il registro dei progetti realizzati dal laboratorio Arzamas-16 (al tempo diretto da Julij Chariton) e i racconti personali dei fisici che progettarono la bomba, quali Viktor Adamskij e Jurij Smirnov. In tutti i documenti compare sempre la cifra di 50 megatoni, cioè 210 PJ, e non 57 Megatoni - 240 PJ.
Gli Stati Uniti poterono misurare con buona precisione gli effetti della bomba in quanto, grazie all'annuncio del test da parte di Chruščёv, venne rapidamente organizzata l'operazione Speedlight con a capo Hebert Scoville (presidente della Joint Atomic Energy Intelligence Committee) e Gerald Johnson (assistente del segretario della difesa per l'energia nucleare). Un KC-135 Stratotanker venne modificato per trasportare equipaggiamenti elettromagnetici a banda larga e speciali sistemi ottici, tra i quali un fotometro. Le modifiche vennero effettuate da una speciale unità al Wright-Patterson Air Force Base e completate il 27 ottobre. Il giorno del test, volando sopra l'Artico, Speedlight poté avvicinarsi abbastanza al punto di detonazione dell'ordigno.
Il profilo di emissione della luce raccolto dal fotometro sarebbe stato utilizzato per calcolare l'energia emessa, mentre gli apparecchi di monitoraggio elettromagnetico avrebbero captato i segnali emessi da ogni differente fase della bomba, permettendo la misurazione dei singoli interstadi.
La differenza tra 50 e 57 megatoni non è una deviazione così insolita tra energia liberata nominale e misurata. Per esempio, i calcoli effettuati sulla bomba di Hiroshima diedero risultati variabili tra i 12 kt (50 TJ) e i 16 kt (65 TJ).